# Bon Voyage (1944)
Bon Voyage is een Franstalige Britse korte film uit 1944, gemaakt door Alfred Hitchcock in opdracht van het Britse Ministerie voor Informatie. 
De film toont dezelfde scène vaak meerdere malen vanuit verschillende perspectieven, een techniek die later ook toegepast werd door onder anderen Akira Kurosawa in Rashomon en Fernando Meirelles in Cidade de Deus.

## Verhaal
De film draait om John Sandy Dougall, een neergeschoten RAF-piloot, die terug probeert te keren naar Engeland door het door Nazi-Duitsland bezette Frankrijk.

## Rolverdeling
| Acteur      | Personage    |
| ----------- | ------------ |
| John Blythe | John Dougall |